# Euxoa johnstoni
Euxoa johnstoni là một loài bướm đêm trong họ Noctuidae.